# Werner Etter
Werner Etter (* 1. November 1913 in Hamburg; † 19. Februar 1945 im Zuchthaus Brandenburg-Görden, Berlin) war ein deutscher Orthopädiemechaniker, Widerstandskämpfer gegen den Nationalsozialismus sowie ein Opfer der NS-Kriegsjustiz. Er war einer der zentralen Protagonisten der auch nach ihm benannten Etter-Rose-Hampel-Gruppe.

## Leben und Wirken

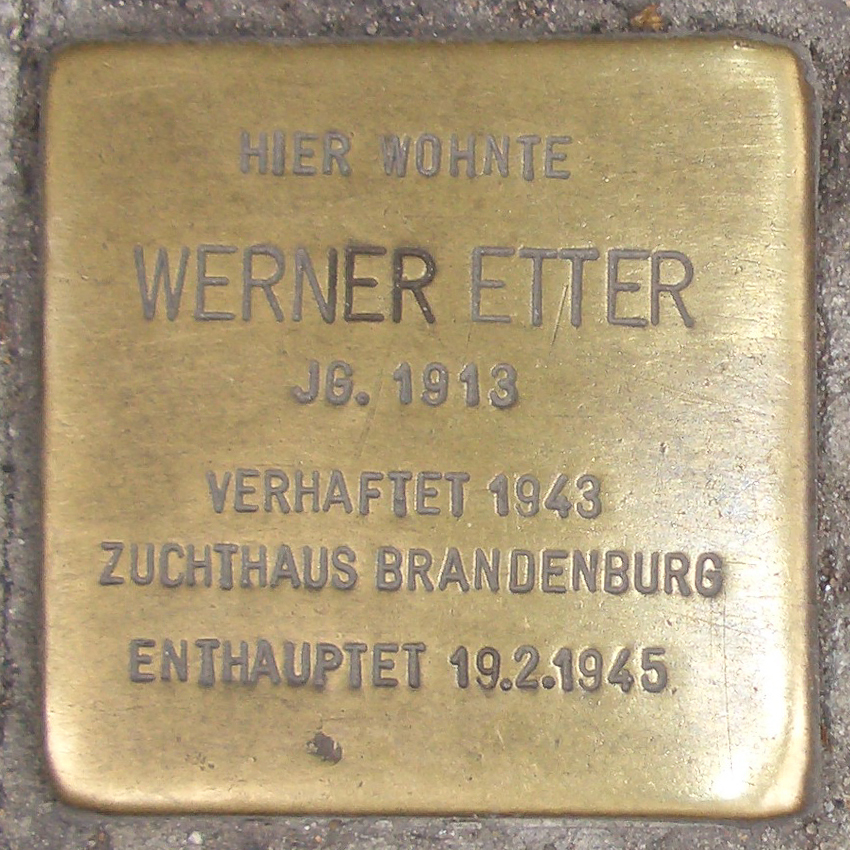
Stolperstein für Werner Etter

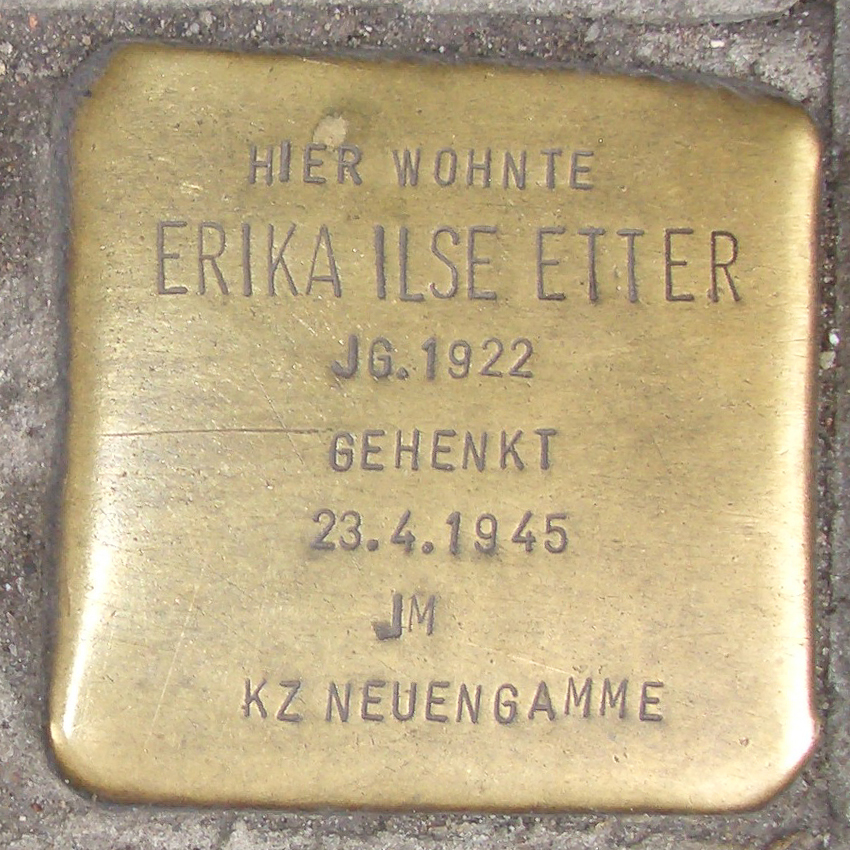
Stolperstein für Erika Etter

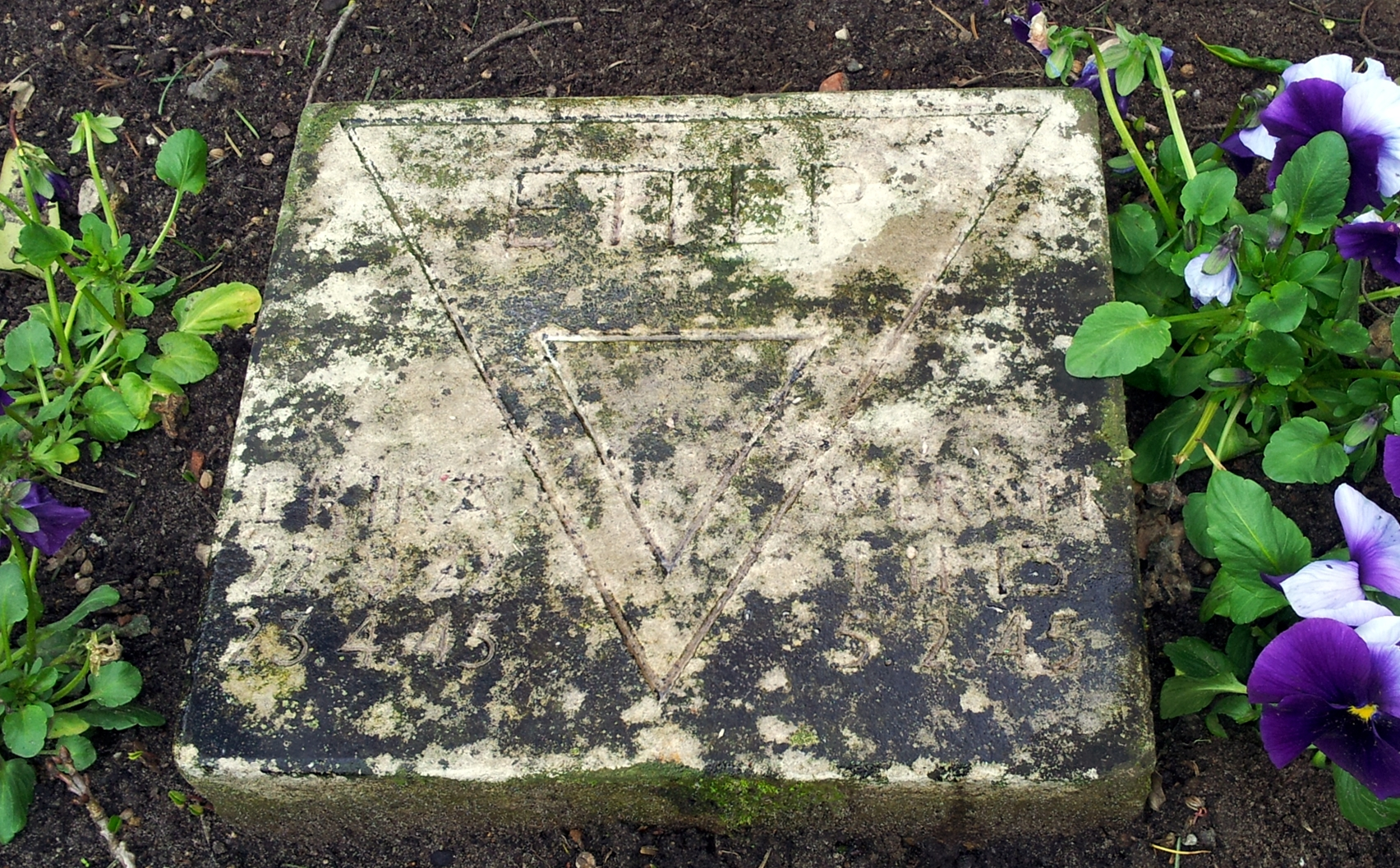
Kissenstein für Erika und Werner Etter im Ehrenhain auf dem Friedhof Ohlsdorf

Etter wuchs in Hamburg auf. Sein Vater kam 1915 im Ersten Weltkrieg zu Tode. In den 1920er Jahren erlernte er den Beruf eines Orthopädiemechanikers.
Politisch orientierte Etter sich in der Zeit der Weimarer Republik an der kommunistischen Bewegung: Er trat dem Kommunistischen Jugendverband Deutschlands (KJVD) bei und war in Arbeitersportvereinen aktiv.
Nach der Machtergreifung der Nationalsozialisten betätigte sich Etter in kommunistischen Untergrundorganisationen: Zusammen mit Werner Stender leitete er den Unterbezirk Uhlenhorst-Winterhude des nach seinem Verbot durch die NS-Regierung illegal weiterbestehenden KJVD. Infolgedessen wurde er am 16. Juni 1934 verhaftet und im Januar 1935 zu einer Haftstrafe von zwei Jahren verurteilt, die er im Jugendgefängnis auf Hahnöfersand absaß.
Nach dem Beginn des Zweiten Weltkriegs schloss Etter sich einem auf Initiative des ehemaligen KPD-Funktionärs Max Kristeller gebildeten, kommunistisch orientierten Freundeskreis an, der es sich zum Ziel setzte, die von diesen als sicher bzw. notwendig erachtete Kriegsniederlage des NS-Staates zu beschleunigen, indem sie in Ergänzung zu den äußeren Bekämpfungsmaßnahmen der Alliierten gegen die nationalsozialistische Diktatur diese von innen bekämpften. Dabei versuchten sie Arbeitskollegen und Militärangehörige in vertraulichen Gesprächen davon zu überzeugen, sich gegen das NS-System zu positionieren. Die Gestapo bezeichnete diese Gruppe später unter Bezugnahme auf einige ihrer wichtigsten Akteure als Etter-Rose-Hampel-Gruppe.
Durch Gesinnungsfreunde lernte Etter im Rahmen seiner Tätigkeit innerhalb des Freundeskreises um Kristeller Erika Schulz    kennen, die er im September 1941 heiratete. Aus der Ehe ging ein 1944 geborener Sohn hervor.
Im Februar 1943 wurde Etter kurzzeitig als Sanitäter zur Wehrmacht eingezogen, wurde aber schließlich wieder entlassen, da er in seinem Beruf als Prothesenbauer, aufgrund des kriegsbedingt hohen Bedarfs an Prothesen, unentbehrlich war.
Nach einer Denunziation – bei einer Silvesterfeier zum Jahresende 1942 hatten Kristeller und einige Freunde sich in Anwesenheit eines Spitzels offen gegen das NS-Regime ausgesprochen und eine baldige Kriegsniederlage als wünschenswert bezeichnet – wurde die Gruppe im Frühjahr 1943 schrittweise zerschlagen. Nachdem den Behörden aufgrund der polizeilichen Vernehmungen der zuerst verhafteten Gruppenmitglieder schrittweise immer weitere Aktivisten um Kristeller bekannt wurden, gelangte auch Etters Rolle zu ihrer Kenntnis: Er wurde am 21. März 1944 verhaftet und ins Polizeigefängnis Fuhlsbüttel eingeliefert. Von dort wurde er am 31. Mai 1944 ins KZ Neuengamme verbracht und schließlich im Dezember 1944 ins Landgerichtsgefängnis Potsdam überführt.
Im Januar 1945 wurde Etter zusammen mit Ernst Hampel und Elisabeth Rose wegen Vorbereitung zum Hochverrat, Feindbegünstigung und Wehrkraftzersetzung vor dem Volksgerichtshof angeklagt. Am 9. Januar wurden sie für schuldig befunden und zum Tode verurteilt. Im Falle von Etter wurde das Urteil am 19. Februar 1945 im Zuchthaus Brandenburg-Görden mit dem Fallbeil vollstreckt. Seine Frau, die ebenfalls verhaftet worden war, wurde zwei Wochen vor Kriegsende im KZ Neuengamme von SS-Wachen erschlagen.
Im Ehrenhain Hamburgischer Widerstandskämpfer im Planquadrat K 5 auf dem Ohlsdorfer Friedhof wird mit einem Kissenstein an das Ehepaar Etter erinnert.
In der Alsterdorfer Straße 40 in Hamburg-Winterhude erinnert jeweils ein Stolperstein an Werner und Erika Etter.